# Wesley John
Wesley John (né le 4 octobre 1976 à Kingstown) est un footballeur vincentais, qui joue au poste de défenseur.

## Biographie

### Buts en sélection
| Buts en sélection de Wesley John | Buts en sélection de Wesley John | Buts en sélection de Wesley John                       | Buts en sélection de Wesley John | Buts en sélection de Wesley John | Buts en sélection de Wesley John | Buts en sélection de Wesley John |
|                                  | Date                             | Lieu                                                   | Adversaire                       | Score                            | Résultat                         | Compétition                      |
| -------------------------------- | -------------------------------- | ------------------------------------------------------ | -------------------------------- | -------------------------------- | -------------------------------- | -------------------------------- |
| 1.                               | 1er mai 1995                     | Arnos Vale Stadium, Kingstown (St.-Vincent-et-les-Gr.) | Montserrat                       |                                  | 9-0                              | CAR 1995                         |
| 2.                               | 13 novembre 2004                 | Arnos Vale Stadium, Kingstown (St.-Vincent-et-les-Gr.) | Grenade                          | 2-0                              | 6-2                              | Amical                           |
| 3.                               | 29 septembre 2006                | Independence Park, Kingston (Jamaïque)                 | Jamaïque                         | 1-0                              | 2-1                              | CAR 2007                         |
| 4.                               | 1er octobre 2006                 | Independence Park, Kingston (Jamaïque)                 | Sainte-Lucie                     | 4-0                              | 8-0                              | CAR 2007                         |

NB : Les scores sont affichés sans tenir compte du sens conventionnel en cas de match à l'extérieur (St.-Vincent-et-les-Gr. / Adversaire)